# Paul Kalkbrenner
Paul Kalkbrenner (Lipcse, 1977. június 11. –) német technozenész, DJ és producer. Fritz Eisel német festőművész, grafikus unokája, Fritz Kalkbrenner (szintén elismert lemezlovas) bátyja.

## Élete
Paul Kalkbrenner Lipcsében született 1977-ben, de később Berlinben nőtt fel, és máig Berlin-Friedrichshainban él. 1999 óta adja ki a zenéit a berlini székhelyű BPitch Control kiadón keresztül, melyet DJane Ellen Allien alapított. Trackjei gyakran vezetik a különböző DJ-slágerlistákat, és a webüzletek letöltési listáit. Paul live DJ-ként járja a világot, és gyakran fellép különféle nagy fesztiválokon (Mayday, Nature One, Sonne Mond Sterne, Melt!, Fusion, Welcome to the Future), és a legnépszerűbb elektronikus zenét játszó klubokban (Womb/Tokió, Macumba/Madrid, Fabric/London, Nitsa/Barcelona, Rex/Paris és a berlini nagyok). A Berlin Calling című film jelentette Kalkbrenner színészi debütálását.

## Albumok
- Zeit (BPitch Control, 2001)
- Superimpose (BPitch Control, 2001)
- Self (BPitch Control, 2004)
- Maximalive (Minimaxima, 2005)
- Reworks (BPitch Control, 2006)
- Keule (BPitch Control, 2006)
- Berlin Calling - The Soundtrack By Paul Kalkbrenner (BPitch Control, 2008)
- Icke Wieder (2011)
- Guten Tag (2012)
- 7 (Sony Music 2015)
- Parts of Life (b1, 2018)

## CD Single
- Sky And Sand (BPitch Control, 2009)